# Adesmia confusa
El espinillo de Chile (Adesmia confusa) es una especie de planta con flores de la familia Fabaceae. Es originaria de Chile.

## Descripción
Es un arbusto perennifolio que alcanza un tamaño de hasta 1,5 m de altura; tiene ramas brillantes que terminan en espinas. Las hojas son compuestas, alternas, de 2 cm de largo, con los foliolos de borde entero y forma oval. Las inflorescencias con 2-10 flores hermafroditas, amarillas, papilonadas. El fruto es una lomento peludo.

## Taxonomía
Adesmia confusa fue descrita por Emilio A. Ulibarri y publicado en Darwiniana 27: 371. 1986.
Etimología
Adesmia: nombre genérico que deriva de las palabras griegas: 
a- (sin) y desme (paquete), en referencia a los estambres libres.
confusa: epíteto latíno que significa "confusa"
Sinonimia
- Adesmia arborea Clos
- Adesmia arborea Bertero ex Colla
- Adesmia berteroniana Steud.
- Patagonium arboreum (Bertero) Kuntze[5][6]